# 劳动红星勋章
劳动红星勋章（捷克語：Řád rudé hvězdy práce）是捷克斯洛伐克政府于1955年设立的勋章。

## 历史
“劳动红旗勋章”是由1955年5月4日第24/1955号法令设立的。该法令于1955年5月17日正式生效。同时设立的还有劳动红旗勋章等。
它授予在经济、科学和文化方面表现突出者，可以是个人，也可以是组织。主要有两种版本。1955年至60年代初期的版本采用具有捷克传统的竖插式佩戴方式，背面为捷克斯洛伐克共和国国徽，及“Republika Československá”字样；后来采用横别针式，背面为捷克斯洛伐克社会主义共和国国徽，及国名缩写“ČSSR”。
随着天鵝絨革命的爆发，它于1990年10月15日被正式废除。

## 样式
该勋章只有一个级别。丝带宽度为38毫米，底色为浅蓝色，中间有两条3毫米宽的深蓝色条纹，两侧各有3毫米宽的红色条纹。略章为宽10毫米，长38毫米的矩形。